# GE Honda HF120
GE Honda HF120 là loại động cơ máy bay tuốc bin phản lực cánh quạt dành cho thị trường máy bay phản lực kinh doanh hạng nhẹ đang được phát triển bởi GE Honda Aero Engines, đây là mẫu phái sinh của động cơ thử nghiệm HF118. Trọng lượng nhẹ của động cơ giúp tiết kiệm nhiên liệu và giảm lượng khí thải, cũng như thiết kế cố gắng để đáp ứng các tiêu chuẩn về môi trường trong tương lai. Các giai đoạn thử nghiệm động cơ bắt đầu thực hiện từ cuối năm 2008.